# Banksia aemula
Banksia aemula, comúnmente conocida como la "banksia wallum", es un lignotúber o arbusto de la familia Proteaceae. Se encuentra desde el sur de Bundaberg hasta Sídney en la costa este de Australia, se encuentra como un arbusto o un árbol a 8 m (26 pies) en el litoral costero en un suelo arenoso profundo, conocido como wallum. Tiene corteza arrugada de color naranja y hojas dentadas verdes brillantes, con espigas de flores de color verde amarillo, conocidas como inflorescencias, que aparecen en otoño. Las espigas de las flores se vuelven grises a medida que envejecen y aparecen grandes folículos grises. Banksia aemula rebrota desde su base de madera, conocida como lignotúber, después de los incendios forestales.
Descrito por primera vez por el botánico Robert Brown a principios del siglo XIX, deriva su nombre específico "similar" de su parecido con Banksia serrata, estrechamente relacionado. No se reconocen variedades. Durante muchos años se conoció en Nueva Gales del Sur como Banksia serratifolia, lo que contrasta con el uso de B. emécula en otro lugar. Sin embargo, el nombre anterior, acuñado originalmente por Richard Anthony Salisbury, resultó inválido, y Banksia aemula se ha adoptado universalmente como el nombre científico correcto desde 1981. Una amplia gama de mamíferos, aves e invertebrados visitan las inflorescencias y son instrumentales en la polinización; Los Meliphagidae son visitantes especialmente destacados. Cultivada como una planta de jardín, se ve menos comúnmente en horticultura que su pariente cercano B. serrata.

## Descripción
Banksia aemula es generalmente un arbusto nudoso o árbol pequeño de 8 m (26 pies), aunque a menuda puede ser más pequeño.  Por el contrario, las banksias murales individuales se midieron a 8.3-12.1 m (27-40 pies) de alto, con un diámetro máximo a la altura del pecho de 44 cm (17 pulgadas) en el bosque en la isla North Stradbroke.
Tiene la corteza rugosa de color naranja y brillantes hojas verdes tipo sierra, con espigas de flores verde-amarillas, conocidos como Inflorescencias, que aparecen en otoño. Las espigas de flores se vuelven grises y grandes a medida que envejecen aparecen folículos. Banksia aemula tiene rebrotes de su leñoso lignotubérculo después de los incendios forestales.
Descrita por primera vez por el botánico Robert Brown en el siglo XIX, que deriva su epíteto específico "similar" por su parecido con las estrechamente relacionadas Banksia serrata. No hay variedades reconocidas. Se sabía de su existencia desde hace muchos años en Nueva Gales del Sur como Banksia serratifolia, en contraste con el uso de B. aemula otra parte. Sin embargo, el nombre anterior, originalmente acuñado por Richard Anthony Salisbury, resultó inválido, y Banksia aemula ha sido universalmente adoptado como el nombre científico correcto desde 1981.

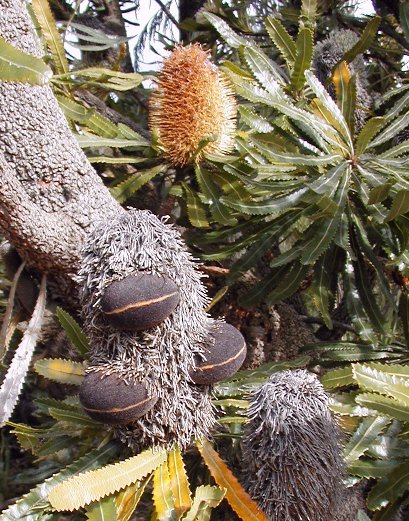
Banksia aemula

## Taxonomía
Banksia aemula fue llamada wallum por la gente de Kabi de Sunshine Coast, dando lugar no solo a su nombre común de wallum banksia sino también al nombre de la comunidad ecológica en la que crece. Frederick Manson Bailey informó en 1913 que los indígenas la gente de Stradbroke Island lo sabía como mintie. Banyalla es otro nombre aborigen para la especie.
Banksia aemula fue coleccionada por el botánico escocés Robert Brown en junio de 1801 en las cercanías de Port Jackson, y publicada por él en su obra de 1810 Prodromus Florae Novae Hollandiae et Insulae Van Diemen. El nombre específico, en latín para "similar", se refiere a su similitud con B.serrata. Brown también recogió un espécimen más alto en forma de árbol de Sandy Cape al que llamó Banksia elatior ; el nombre específico es la forma comparativa del adjetivo latino ēlātus "elevado".
Etimología
Banksia: nombre genérico que fue dado en honor del botánico inglés Sir Joseph Banks, quién colectó el primer espécimen de Banksia  en 1770, durante la primera expedición de James Cook. 
aemula: epíteto latíno que significa "similar".
Sinonimia
- Banksia elatior R.Br.
- Banksia serratifolia Salisb.
- Sirmuellera serratifolia Kuntze[9]

## Distribución y hábitat
Se encuentra desde el sur de Bundaberg hasta Sídney en la costa este australiana, se le encuentra como un arbusto o un árbol de aproximadamente 8 m de altura que crece en suelo arenoso profundo, conocido como Wallum.